# Halowe Mistrzostwa Europy w Lekkoatletyce 1980 – bieg na 800 m kobiet
Bieg na 800 metrów kobiet – jedna z konkurencji biegowych rozgrywanych podczas halowych lekkoatletycznych mistrzostw Europy w hali Glaspalast w Sindelfingen. Eliminacje zostały rozegrane 1 marca, a bieg finałowy 2 marca 1980. Zwyciężyła reprezentantka Polski Jolanta Januchta. Tytułu zdobytego na poprzednich mistrzostwach nie broniła Nikolina Szterewa z Bułgarii.

## Rezultaty

### Eliminacje
Rozegrano 2 biegi eliminacyjne, do których przystąpiło 11 biegaczek. Awans do finału dawało zajęcie jednego z pierwszych dwóch miejsc w swoim biegu (Q). Skład finału uzupełniły dwie zawodniczki z najlepszym czasem wśród przegranych (q).
Opracowano na podstawie materiału źródłowego.
Bieg 1
| Miejsce | Zawodniczka           | Czas   | Uwagi |
| ------- | --------------------- | ------ | ----- |
| 1       | Anne-Marie Van Nuffel | 2:05,7 | Q     |
| 2       | Jolanta Januchta      | 2:06,3 | Q     |
| 3       | Fița Lovin            | 2:06,4 |       |
| 4       | Petra Kleinbrahm      | 2:06,5 |       |
| 5       | Mary Appleby          | 2:08,8 |       |

Bieg 2
| Miejsce | Zawodniczka        | Czas   | Uwagi |
| ------- | ------------------ | ------ | ----- |
| 1       | Liz Barnes         | 2:05,2 | Q     |
| 2       | Elżbieta Katolik   | 2:05,3 | Q     |
| 3       | Wioleta Cwetkowa   | 2:05,3 | q     |
| 4       | Kirsti Voldnes     | 2:05,7 | q     |
| 5       | Brigitte Koczelnik | 2:07,7 |       |
| 6       | Rosa Colorado      | 2:08,2 |       |

### Finał
Opracowano na podstawie materiału źródłowego.
| Miejsce | Zawodniczka           | Czas   | Uwagi |
| ------- | --------------------- | ------ | ----- |
| 1       | Jolanta Januchta      | 2:00,6 | CR    |
| 2       | Anne-Marie Van Nuffel | 2:00,9 |       |
| 3       | Liz Barnes            | 2:01,5 |       |
| 4       | Elżbieta Katolik      | 2:02,3 |       |
| 5       | Wioleta Cwetkowa      | 2:02,8 |       |
| 6       | Kirsti Voldnes        | 2:03,8 | NR    |